# Distriktmeisterschaft von Brasília
Die Staatsmeisterschaft von Brasília, oder Campeonato Brasiliense de Futebol ist die alljährlich seit Begründung des Brasilianischen Bundesdistriktes ausgetragene Meisterschaft der dortigen Fußballvereine. Alternativbezeichnungen sind Campeonato Candango oder Candangão, nach den Candangos, den Bauarbeitern die Brasília erschufen. Der Ausrichter ist der Verband des Bundesdistriktes, die Federação de Futebol do Distrito Federal. Teilnahmeberechtigt sind auch Vereine aus den benachbarten Bundesstaaten Goiás und Minas Gerais in einem Umkreis von 200 km um Brasília.
Rekordsieger ist die SE Gama aus der gleichnamigen, ca. 170.000 Einwohnern zählenden Satellitenstadt im Südwesten des Bundesdistriktes mit 13 Titeln. Dieser Tage ist der erst 2000 gegründete, im Privateigentum befindliche Brasiliense FC, der seit 2002 elf Meisterschaften gewinnen konnte, führend. Der 1975 gegründete Brasília FC folgt mit neun Titeln, die er in den 1970er und 1980er Jahren erringen konnte. Brasília FC war 1999 der erste Verein Brasiliens der sich in ein Unternehmen umwandelte. Brasília hat vier Titel mehr als der dieser Tage zweitklassige Taguatinga EC, der es zwischen 1981 und 1993 auf fünf Titel brachte.
Der Ceilândia EC aus dem gleichnamigen Verwaltungsdistrikt der Hauptstadt, der etwa 330.000 Einwohner beherbergt, wurde 2010 zum ersten Mal Meister und damit der 20. Verein der sich den Titel sichern konnte.

## Modus
- Runde 1: Austragung im Ligamodus mit Hin- und Rückspiel. Die ersten Vier qualifizieren sich für Runde 2, die beiden Letzten steigen ab.
- Runde 2: Austragung im Ligamodus mit Hin- und Rückspiel. Punkte aus Runde 1 finden keine Berücksichtigung.
- Runde 3: Finale zwischen den beiden Ersten aus Runde 2 mit Hin- und Rückspiel.

## Sieger
| Rekordmeister: SE Gama | 0 | - 14: SE Gama (Gama) - 11: Brasiliense FC (Taguatinga) - 09: Brasília FC (Plano Piloto) - 05: Taguatinga EC (Taguatinga) - 04: Defelê FC (Brasília) - 03: Sobradinho EC (Sobradinho) - 03: Ceilândia EC (Ceilândia) - 02: Grêmio Esportivo Brasiliense (Núcleo Bandeirante) - 02: Rabello FC (Brasília) - 02: AA Luziânia (Luziânia) - 01: CEUB EC (Plano Piloto) - 01: Coenge FC (Plano Piloto) - 01: CA Colombo (Núcleo Bandeirante) - 01: CR Guará (Guará) - 01: AE Cruzeiro do Sul (Plano Piloto) - 01: AA Guanabara (Plano Piloto) - 01: Pederneiras FC (Plano Piloto) - 01: Pioneira FC (Plano Piloto) - 01: AA Serviço Gráfico (Plano Piloto) - 01: Grêmio Esportivo Tiradentes (Plano Piloto) - 01: CFZ de Brasília SE (Plano Piloto) - 01: Real Brasília FC (Núcleo Bandeirante) |

## Meisterschaftshistorie
- 2025: SE Gama (GA)
- 2024: Ceilândia EC (CE)
- 2023: Real Brasília FC (NB)
- 2022: Brasiliense FC (TA)
- 2021: Brasiliense FC (TA)
- 2020: SE Gama (GA)
- 2019: SE Gama (GA)
- 2018: Sobradinho EC
- 2017: Brasiliense FC (TA)
- 2016: AA Luziânia
- 2015: SE Gama (GA)
- 2014: AA Luziânia
- 2013: Brasiliense FC (TA)
- 2012: Ceilândia EC (CE)
- 2011: Brasiliense FC (TA)
- 2010: Ceilândia EC (CE)
- 2009: Brasiliense FC (TA)
- 2008: Brasiliense FC (TA)
- 2007: Brasiliense FC (TA)
- 2006: Brasiliense FC (TA)
- 2005: Brasiliense FC (TA)
- 2004: Brasiliense FC (TA)
- 2003: SE Gama (GA)
- 2002: CFZ de Brasília SE
- 2001: SE Gama (GA)
- 2000: SE Gama (GA)
- 1999: SE Gama (GA)
- 1998: SE Gama (GA)
- 1997: SE Gama (GA)
- 1996: CR Guará (GU)
- 1995: SE Gama (GA)
- 1994: SE Gama (GA)
- 1993: Taguatinga EC (TA)
- 1992: Taguatinga EC (TA)
- 1991: Taguatinga EC (TA)
- 1990: SE Gama (GA)
- 1989: Taguatinga EC (TA)
- 1988: Grêmio Esportivo Tiradentes
- 1987: Brasília FC
- 1986: Sobradinho EC (S)
- 1985: Sobradinho EC (S)
- 1984: Brasília FC
- 1983: Brasília FC
- 1982: Brasília FC
- 1981: Taguatinga EC (TA)
- 1980: Brasília FC
- 1979: SE Gama (GA)
- 1978: Brasília FC
- 1977: Brasília FC
- 1976: Brasília FC
- 1975: Olímpico AC
- 1974: Pioneira FC
- 1973: CEUB EC
- 1972: AA Serviço Gráfico
- 1971: CA Colombo (NB)
- 1970: Grêmio Esportivo Brasiliense (NB)
- 1969: Coenge FC
- 1968: Defelê FC
- 1967: Rabello FC
- 1966: Rabello FC
- 1965: Pederneiras FC
- 1964: AA Guanabara
- 1963: AE Cruzeiro do Sul
- 1962: Defelê FC
- 1961: Defelê FC
- 1960: Defelê FC
- 1959: Grêmio Esportivo Brasiliense (NB)